# Marius Sestier
Marius Ely Joseph Sestier (8 de setembre de 1861 - 8 de novembre de 1928) va ser un cinematògraf francès. Sestier era conegut sobretot pel seu treball a Austràlia, on va rodar algunes de les primeres pel·lícules del país.

## Biografia
Nascut a Sauset (Droma), Sestier era farmacèutic de professió. Va ser contractat pels primers cineastes dels germans Lumière (Auguste i Louis Lumière) per demostrar el seu cinematògraf a l'estranger. En aquesta qualitat va viatjar a l'Índia el juny de 1896, on va fer una mostra de sis curtmetratges realitzats pels germans Lumière a Watson's Hotel, Bombai el 7 de juliol de 1896; aquesta va ser la primera vegada que es mostraven imatges en moviment a l'Índia. Sestier també va rodar les seves pròpies pel·lícules a Bombai, però els germans Lumière les van rebutjar pel seu catàleg perquè no estaven satisfets amb la qualitat que els costums francesos havien obert el paquet de pel·lícules sense desenvolupar.
Després que Sestier va completar el seu treball a l'Índia, va viatjar a Sydney, on es va reunir amb el fotògraf australià Henry Walter Barnett, que tenia instal·lacions de cambra fosca per desenvolupar pel·lícules localment.
El setembre de 1896 Sestier, Barnett i Charles Westmacott van obrir el primer cinema d'Austràlia, el Salon Lumière a Pitt Street, Sydney. Sestier i Barnett van començar a fer les seves pròpies pel·lícules, començant amb un curtmetratge de passatgers que desembarcaven del vaixell PS Brighton a Manly, que va ser la primera pel·lícula rodada i projectada a Austràlia. Sestier i Barnett van fer aproximadament 19 pel·lícules junts a Sydney i Melbourne, sobretot una pel·lícula de la cursa de cavalls de la Copa de Melbourne de 1896. La funció, que constava de 10 pel·lícules d'un minut mostrades en ordre cronològic (es requerien pel·lícules separades a causa de les limitacions de les càmeres de l'època), es va estrenar al Princess Theatre, Melbourne el 19 de novembre de 1896, amb Sestier donant una conferència acompanyant. Va ser cobert a la premsa australiana, com The Age i The Bulletin, i ha estat citada com la primera producció cinematogràfica d'Austràlia.
Després que la seva associació comercial amb Barnett va acabar, Sestier va continuar de gira per Austràlia, mostrant el cinematògraf i mostrant pel·lícules fins al maig de 1897. Després de tornar a França, va passar a ser director de la Lumière Patents Company.

## Filmografia

### Austràlia
| 1896 Sydney                                       |                                    |                     |                        |
| Passengers Alighting from Ferry Brighton at Manly |                                    | curt documental     | 24 de novembre IMDb    |
| New South Wales Horse Artillery in Action         |                                    | curt documental     | 24 de novembre IMDb    |
| Patineur Grotesque                                |                                    | Curt de comèdia     | IMDb                   |
| 1896 Melbourne                                    |                                    |                     |                        |
| Victoria Derby                                    | Lady Brassey                       | Documental esportiu | filmat el 31 d'octubre |
| The Melbourne Cup                                 | Henry Walter Barnett, Lord Brassey | Documental esportiu | 24 de novembre IMDb    |